# Petar Stojanović (nogometaš)
Petar Stojanović (Ljubljana, 7. listopada 1995.) slovenski je nogometaš koji igra na poziciji desnog beka. Trenutačno igra za varšavsku Legiju. 

## Karijera

### Klupska karijera
Nogometnu karijeru započeo je 2001. godine igrajući za lokalni klub Arne Tabor, prije nego što se pridružio omladinskim selekcijama Slovana i Interblocka za kojeg je igrao do 2011. godine kada je prešao u Maribor. Nakon prelaska u Maribor, Joc Pečečnik, predsjednik Interblocka, optužio je Zlatka Zahoviča, sportskog direktora Maribora, za krađu jednog od tadašnjih najvećih slovenskih nogometnih talenta.
Stojanović je na početku igrao na poziciji golmana, no kasnije je prešao na poziciju ofenzivnog veznog. Kad je prešao u omladinske selekcije Maribora, smatran je među najviše obećavajućim mladim veznim igračima Slovenije, međutim, treneri i stožer Maribora vidjeli su Stojanovićev mnogo veći potencijal na poziciji desnog beka. Tijekom svoje prve godine u Mariboru, uglavnom je igrao za U-17 selekciju. Međutim, zbog dominacije Maribora u Prvoj slovenskoj nogometnoj ligi, dobio je priliku igranja za prvu momčad Maribora tijekom druge polovice sezone 2011./12. Svoju prvu utakmicu u Prvoj slovenskoj nogometnoj ligi odigrao je 25. ožujka 2012. godine. Tada je bio star 16 godina, 5 mjeseci i 8 dana te je time postavio novi rekord za najmlađeg debitanta u Prvoj slovenskoj nogometnoj ligi. Prije Stojanovića taj rekord držao je Luka Krajnc koji je za vrijeme svog prvog nastupa bio stariji za 2 mjeseca i 22 dana. Taj rekord Krajnc je postavio sezonu prije Stojanovića.
Dana 5. siječnja 2016. godine potpisao je petogodišnji ugovor sa zagrebačkim Dinamom. Tom prodajom Maribor je navodno zaradio oko 2 milijuna eura plus bonuse.

### Reprezentativna karijera
Stojanović je bio dio slovenske nogometne reprezentacije do 17 godina koja je nastupala na Europskom prvenstvu u nogometu do 17 godina održanog u Sloveniji 2012. godine. Na tom je natjecanju Stojanović igrao tri utakmice i zabio gol Belgiji. Za A selekciju slovenske nogometne reprezentacije debitirao je protiv Kolumbije 18. studenog 2014. godine. Tada je bio star 19 godina, 1 mjesec i 11 dana te je time postao najmlađi debitant slovenske nogometne reprezentacije. Prije njega taj rekord je postavio Rene Mihelič sedam godina ranije.

## Priznanja

### Klupska
Maribor
- 1. SNL (4): 2011./12., 2012./13., 2013./14., 2014./15.
- Nogometni kup Slovenije (2): 2011./12., 2012./13.
- Slovenski nogometni superkup (2): 2012., 2014.

Dinamo Zagreb
- 1. HNL (5): 2015./16., 2017./18., 2018./19., 2019./20., 2020./21.
- Hrvatski nogometni kup (3): 2015./16., 2017./18., 2020./21.
- Hrvatski nogometni superkup (1): 2019.

## Vanjske poveznice
- Petar Stojanović, Slovenski nogometni savez
- Petar Stojanović, Soccerway
- Petar Stojanović, Transfermarkt